# Atelopus famelicus
Atelopus famelicus är en groddjursart som beskrevs av Juan A. Rivero och Morales 1995. Atelopus famelicus ingår i släktet Atelopus och familjen paddor. IUCN kategoriserar arten globalt som akut hotad. Inga underarter finns listade.